# A Thousand Acres
A Thousand Acres é um filme estadunidense de 1997, um drama dirigido por Jocelyn Moorhouse com roteiro baseado em novela da escritora Jane Smiley, que por sua vez baseou-se em Rei Lear de William Shakespeare.

## Enredo
Da mesma forma que seu avô e seu pai, Larry Cook, um determinado fazendeiro, é dono de 1000 acres em uma das regiões mais férteis do Iowa. Ele é viúvo e tem três filhas. Virginia e Rose moram e trabalham na fazenda, enquanto que Caroline, a mais jovem, se mudou para Des Moines quando se formou em advocacia. A história é contada sob o ponto-de-vista de Virginia, a irmã mais velha, e começa quando Larry subitamente anuncia que pretende dividir a terra entre suas filhas. Caroline tem dúvidas se isto é uma boa ideia e isto gera um desentendimento grave entre ela e seu pai, que esperava uma aprovação unânime e imediata, pois como homem mais importante da região não estava acostumado a ser contrariado. Ela acaba sendo deserdada, com as outras duas aceitando a ideia, apesar de terem um forte motivo para contrariar o pai. Mas isto seria apenas o primeiro de muitos problemas que surgiriam em um pequeno espaço de tempo, fazendo tristes verdades e mágoas virem à tona.

## Elenco
- Michelle Pfeiffer .... Rose Cook Lewis
- Jessica Lange .... Virginia "Ginny" Cook Smith
- Jennifer Jason Leigh .... Caroline Cook
- Colin Firth .... Jess Clark
- Keith Carradine .... Ty Smith
- Pat Hingle .... Harold Clark
- Jason Robards .... Larry Cook
- John Carroll Lynch .... Ken LaSalle
- Anne Pitoniak .... Mary Livingstone
- Vyto Ruginis .... Charles Carter
- Michelle Williams .... Pamela "Pammy" Lewis
- Elisabeth Moss .... Linda Lewis

## Principais prêmios e indicações
- Recebeu uma indicação ao Globo de Ouro, na categoria de melhor atriz - drama (Jessica Lange).